# Sofie Vendelbo
Sofie Vendelbo Laursen (* 9. Februar 2000 in Silkeborg) ist eine dänische Fußballspielerin. Seit dem 1. Juli 2024 ist sie Vertragsspielerin der Frauenfußballabteilung der Aarhus GF.

## Karriere
Vendelbo begann in Engesvang, in der Ikast-Brande Kommune in Jütland, beim dort ansässigen Engesvang BoldKlub mit dem Fußballspielen. Im weiteren Verlauf gelangte sie nach Vildbjerg, wo sie für die dort ansässige Vildbjerg Sportsforening spielte.
Ihr Debüt im Seniorinnenbereich gab sie für deren Erste Mannschaft am 7. April 2019 (1. Spieltag) bei der 1:4-Niederlage im Heimspiel gegen den B.93 Kopenhagen in einem von insgesamt fünf Relegationsspielen für die Gjensidige Kvindeligaen, die höchste Spielklasse im dänischen Frauenfußball. Anschließend kam sie in der Spielzeit 2019/20 in 14 Punktspielen für den Erstligisten Vejlby Skovbakken Aarhus zum Einsatz, danach von 2020 bis 2022 in jeweils 14 Punktspielen für die Frauenfußballabteilung des Aarhus GF. Da die Spielzeit am 3. Dezember 2022 mit dem letzten Spieltag ihr Ende fand, wechselte sie nach Belgien und wurde in der Rückrunde der Saison 2022/23 in vier Punktspielen für die Frauenfußballabteilung des KRC Genk in der Super League Vrouwenvoetbal eingesetzt. In der Folgesaison bestritt sie acht Punktspiele und erreichte mit ihrer Mannschaft das Pokalfinale, das jedoch gegen Standard Lüttich verloren wurde.
Am 4. August 2023 gab der Bundesligist 1. FC Köln sie als Neuzugang für die Saison 2023/24 auf seiner Website bekannt. Nach zwölf Bundesligaspielen, Debüt zum Saisonauftakt am 17. September 2023 und ihrem letzten Einsatz am 20. Mai 2024, am letzten Spieltag, wurde sie nach dem Schlusspfiff gemeinsam mit anderen Mitspielerinnen vom Verein verabschiedet.
Am 21. Juni 2024 wurde ihre Rückkehr zur Frauenfußballabteilung der Aarhus GF auf der Website bekanntgegeben.

## Erfolge
- Belgischer Pokal-Finalist 2023